# Großzügigkeit
Großzügigkeit gilt als eine Tugend.

## Wesen
Sie besteht darin, ohne Verpflichtung oder Zwang, anderen Leistungen oder Werte in einem Umfang zukommen zu lassen, die über das normale Maß oder das üblicherweise zu Erwartende hinausgehen. Im Allgemeinen gilt Großzügigkeit auch nicht als kalkuliert taktisches Verhalten, das mit adäquaten Gegenleistungen rechnet oder diese herbeiführen will. Das schließt aber nicht aus, dass solche Gegenleistungen erbracht werden oder üblich sind (siehe etwa den Potlatch bei indianischen Völkern).

## Beschreibung
Der Großzügige hängt nicht an Kleinigkeiten oder sieht über Unwichtiges oder Fehler von anderen hinweg. In der Architektur meint Großzügigkeit ein Bau mit großen, luftigen Räumen.
Aristoteles sieht insbesondere in seiner Nikomachischen Ethik (EN, IV 1, 1119b–1122a) in der Charaktertugend der Großzügigkeit (eigentlich: Freigebigkeit, ἐλευθεριότης, eleutheriotēs) die rechte Mitte zwischen den Extremen der Verschwendungssucht (asotia) zur einen Seite und der Knausrigkeit bzw. dem Geiz (aneleutheria) zur anderen Seite.